# Acanthiza inornata
La acantiza sencilla (Acanthiza inornata) es una especie de ave de la familia Pardalotidae. Es endémica de Australia.  Su hábitat natural son el tipo de vegetación arbustiva del mediterráneo. No se encuentra amenazado.

## Subespecies
- Acanthiza inornata inornata
- Acanthiza inornata masteri
- Acanthiza inornata mastersi